# Джорджіа Палмас
Джорджіа Палмас (італ. Giorgia Palmas) (5 березня 1982) — італійська акторка, модель.

## Історія
Почала кар'єру моделі після того, як зайняла друге місце на конкурсі «Міс Світу 2000». Пізніше з'явилася в багатьох італійських телешоу, включаючи «Isola dei Famosi», де здобула перемогу. На сьогоднішні Палмас є обличчям багатьох брендів, включаючи «Cotton Club».

## Фільмографія
- Compagni di scuola (Rai Due, 2001)
- Ti piace Hitchcock? (Rai Due, 2005)
- Carabinieri (Canale 5, 2005—2006)
- Camera café (Italia 1, 2008)
- Così fan tutte (Italia 1, 2009)
- Vacanze di Natale a Cortina (2011)